# لويس-جوزيف فور
لويس-جوزيف فور هو قاضي وسياسي فرنسي، ولد في 5 مارس 1760 في لو هافر في فرنسا، وتوفي في 12 يونيو 1837 في باريس في فرنسا.

## مناصب
- انتخب Member of the Court of Cassation ‏ (1828 – 1837).
- انتخب مستشار الدولة [الإنجليزية]‏ (1807 – ).
- انتخب  (22 أبريل 1800 – 22 مايو 1800).
- انتخب Deputy of Seine-Maritime ‏ (25 فبراير 1824 – 5 نوفمبر 1827).
- انتخب Member of the Council of Five Hundred ‏ (15 أبريل 1799 – 26 ديسمبر 1799).